# General San Martín megye (Córdoba)
General San Martín egy megye Argentínában, Córdoba tartományban. A megye székhelye Villa María.

## Települések
Önkormányzatok és települések (Municipios y comunas)
- Arroyo Algodón
- Arroyo Cabral
- Ausonia
- Chazón
- Etruria
- La Laguna
- La Palestina
- La Playosa
- Luca
- Pasco
- Silvio Pellico
- Ticino
- Tío Pujio
- Villa María
- Villa Nueva

Plébániák (Pedanías)
- Algodón
- Chazón
- Mojarras
- Villa María
- Villa Nueva
- Yucat